# II. Hamerernebti
II. Hamerernebti ókori egyiptomi királyné a IV. dinasztia idején. Valószínűleg Hafré fáraó és I. Hamerernebti leánya és testvérének, Menkaurénak a felesége. Az ő fia lehet Huenré herceg, aki sírja elhelyezkedése alapján valószínűleg Menkauré fia.
Szövegeken és egy, a gízai ún. Galarza-sírban talált szobron említik; utóbbi sírt I. Hamerernebtinek kezdték építeni, de az ő számára fejezték be, bár elképzelhető, hogy végül a G3a vagy G3b mellékpiramisba temették a Menkauré-piramis mellett.
Címei: A jogar úrnője (wr.t-ḥts), Aki látja Hóruszt és Széthet (m33.t-ḥrw-stš), Nagy kegyben álló (wr.t-ḥzwt), A király szeretett felesége (ḥmt-nỉswt mrỉỉt=f), A Két Úrnő szeretettjének hitvese (zm3.t mrỉỉ-nb.tỉ), Hórusz társa (tỉs.t-ḥr), A király lánya (z3.t-nỉswt), A király vér szerinti lánya (z3.t-nỉswt-n.t-ẖt=f), A király legidősebb lánya (z3.t-nỉswt sms.t), A király legidősebb, vér szerinti lánya (z3.t-nỉswt n.t ẖt=f sms.wt), Thot papnője (ḥm.t-nṯr ḏḥwtỉ), Tjazepef papnője (ḥm.t-nṯr t3-zp=f).